# Ramón Wiltz
Ramón Francisco Wiltz Bucelo (L'Avana, 12 dicembre 1926 – Miami, 27 maggio 2022) è stato un cestista cubano.

## Carriera
Con Cuba ha preso parte ai Giochi della XIV Olimpiade. Ha partecipato anche ai successivi Giochi della XV Olimpiade, disputando quattro partite e segnando 30 punti.